# برنارد دهران
برنارد دهران (انگلیسی: Bernard Dhéran; ۱۷ ژوئن ۱۹۲۶ – ۲۷ ژانویهٔ ۲۰۱۳) بازیگر، بازیگر سینما و بازیگر تلویزیون اهل فرانسه بود.
از فیلم‌ها یا برنامه‌های تلویزیونی که وی در آن نقش داشته‌است می‌توان به شکار و گردآوری، مسخره، کریستین، همه خطرات را در نظر بگیرید، زیبایی‌های شب، مانورهای بزرگ، کنت دو مونت-کریستو و ناپلئون اشاره کرد.